# ليتل تشلفنت (باكينجهامشير)
ليتل تشلفنت (بالإنجليزية: Little Chalfont)‏ هي قرية و أبرشية مدنية تقع في المملكة المتحدة في إنجلترا.  يقدر عدد سكانها بـ 6,013 نسمة .

## أعلام
- تيري سايمور